# Irish Valenzuela
Irish Valenzuela, né le 3 avril 1987 à Tabaco, est un coureur cycliste philippin.

## Biographie
En décembre 2007, Irish Valenzuela se révèle en terminant troisième du Tour des Philippines et quatrième des Jeux d'Asie du Sud-Est, à 20 ans. Engagé au Tour de Thaïlande, il se classe deuxième de la première étape et cinquième du classement général, en étant le coureur le mieux classé de la délégation philippine. L'année suivante, il prend la onzième place du Tour d'Indonésie.
En 2009, il gagne une étape du Tour des Philippines. Toujours sur cette épreuve, il se classe cinquième du classement général en 2010, puis huitième en 2011 et 2012. En 2013, il connait la consécration en remportant une étape puis le classement général de la Ronda Pilipinas.
Il fait son retour à la compétition en 2018, avec pour objectif de remporter une nouvelle fois la Ronda Pilipinas,. Mais après quatre ans d'inactivité, il ne parvient pas à faire mieux que quinzième. Au mois d'août, il rejoint l'équipe continentale 7 Eleven-Cliqq Roadbike Philippines.

## Palmarès
- 2007
  - 3e du Tour des Philippines
- 2009
  - 2e étape du Tour des Philippines
- 2010
  - 6e étape du Tour de Luzon
- 2011
  - Tour of CamSur :
    - Classement général
    - 4e étape
- 2012
  - 2e de la Ronda Pilipinas
- 2013
  - Ronda Pilipinas :
    - Classement général
    - 15e étape

## Classements mondiaux
| Année         | 2008 | 2009 | 2010 | 2011 | 2012 | 2013 | 2014 | 2015 | 2016 | 2017 | 2018 | 2019 |
| ------------- | ---- | ---- | ---- | ---- | ---- | ---- | ---- | ---- | ---- | ---- | ---- | ---- |
| UCI Asia Tour | 158e |      | 170e | 316e | 311e |      |      |      |      |      |      | 248e |